# Cabbio
Cabbio (in dialetto comasco Càbi) è una frazione di 193 abitanti del comune svizzero di Breggia, nel Canton Ticino (distretto di Mendrisio).

## Geografia fisica
Questo piccolo villaggio è situato nella valle di Muggio.

## Storia

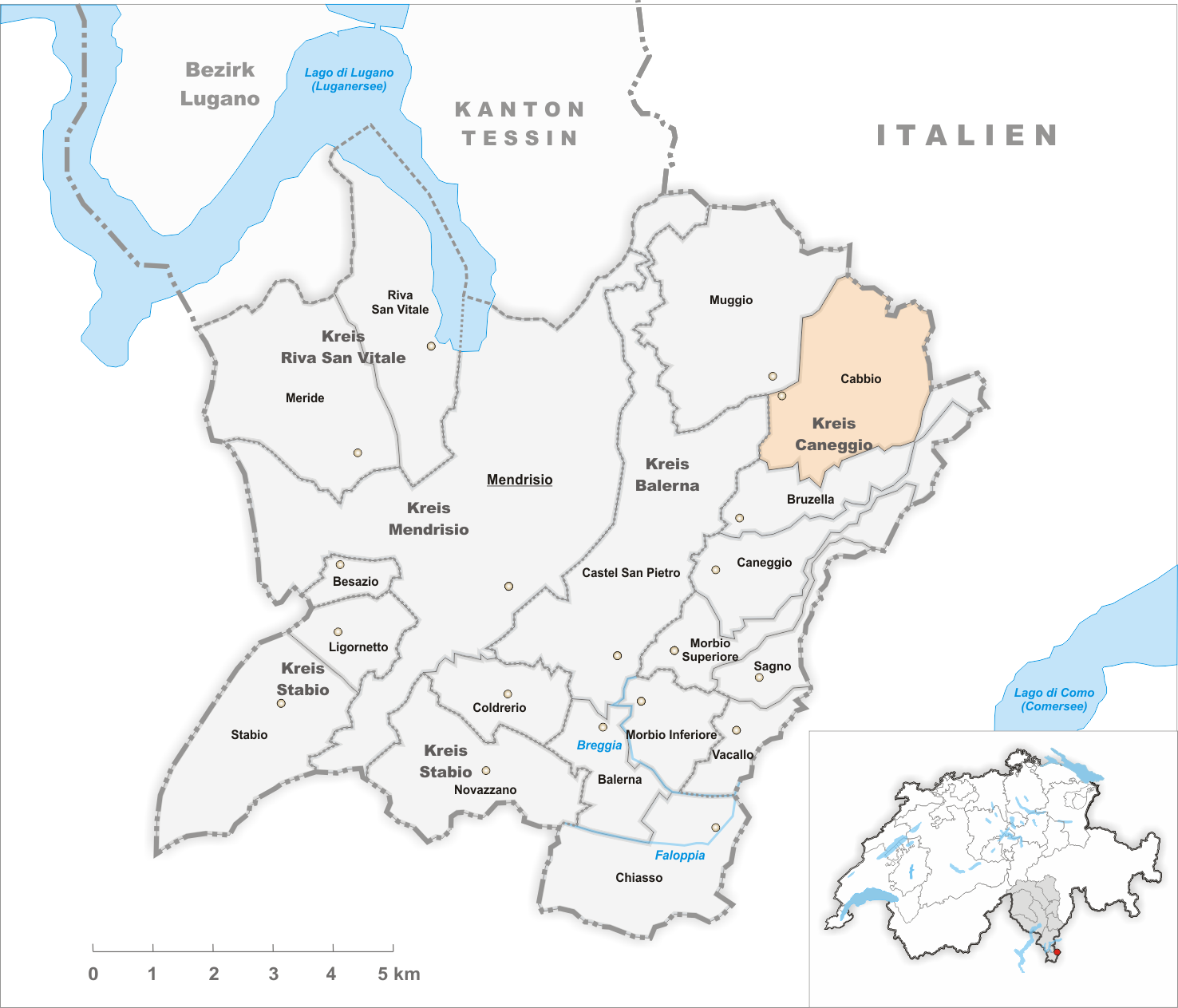
Il territorio del comune di Cabbio prima degli accorpamenti comunali del 2009

Già comune autonomo dal quale nel 1805 era stata scorporata la località di Casima, divenuta comune autonomo, e che si estendeva per 5,69 km², nel 2009 è stato accorpato agli altri comuni soppressi di Bruzella, Caneggio, Morbio Superiore, Muggio e Sagno per formare il comune di Breggia.

## Monumenti e luoghi d'interesse
- Chiesa dell'Ascensione[senza fonte] o di San Salvatore, attestata dal 1579[3];
- Oratorio di Sant'Antonio da Padova in località Gaggio, eretto nel 1716[senza fonte];
- Casa Cantoni, sede del Museo etnografico della Valle di Muggio, eretta nel XVI secolo[senza fonte].

## Società

### Evoluzione demografica
L'evoluzione demografica è riportata nella seguente tabella:
Abitanti censiti

## Amministrazione
Ogni famiglia originaria del luogo fa parte del cosiddetto comune patriziale e ha la responsabilità della manutenzione di ogni bene ricadente all'interno dei confini della frazione.